# Irene Riboni
Irene Riboni (1892 – 21 novembre 1968) è stata una traduttrice e critica letteraria italiana.
Si diplomò al liceo classico Manzoni di Milano, quindi s'iscrisse all'Accademia Scientifico-Letteraria nell'ottobre 1911, seguendo i corsi filosofici e le lezioni di Piero Martinetti; con questi si laureò a pieni voti, nel 1916, con la tesi La menzogna come problema morale, poi pubblicata (Isis, 1920). Nel 1918 si diplomò alla Scuola di Magistero, sezione filosofica.
Tradusse Gide, Montaigne, Sallustio, von Coster. Curò Storia di un'anima : lettere scelte dall'epistolario di Leopardi e Passi scelti da l'Orlando innamorato e dal Canzoniere.